# Allériot
Allériot és un municipi francès, situat al departament de Saona i Loira i a la regió de Borgonya - Franc Comtat. L'any 2007 tenia 928 habitants.

## Demografia

### Població
El 2007 la població de fet d'Allériot era de 928 persones. Hi havia 353 famílies, de les quals 62 eren unipersonals (29 homes vivint sols i 33 dones vivint soles), 127 parelles sense fills, 152 parelles amb fills i 12 famílies monoparentals amb fills.
La població ha evolucionat segons el següent gràfic:
Habitants censats

### Habitatges
El 2007 hi havia 385 habitatges, 357 eren l'habitatge principal de la família, 20 eren segones residències i 8 estaven desocupats. 373 eren cases i 10 eren apartaments. Dels 357 habitatges principals, 316 estaven ocupats pels seus propietaris, 33 estaven llogats i ocupats pels llogaters i 8 estaven cedits a títol gratuït; 7 tenien dues cambres, 34 en tenien tres, 85 en tenien quatre i 230 en tenien cinc o més. 281 habitatges disposaven pel capbaix d'una plaça de pàrquing. A 105 habitatges hi havia un automòbil i a 238 n'hi havia dos o més.

### Piràmide de població
La piràmide de població per edats i sexe el 2009 era:
| Homes | Edats   | Dones |
| ----- | ------- | ----- |
| 0     | 95 o +  | 0     |
| 0     | 90 a 94 | 0     |
| 8     | 85 a 89 | 12    |
| 0     | 80 a 84 | 8     |
| 12    | 75 a 79 | 12    |
| 20    | 70 a 74 | 8     |
| 4     | 65 a 69 | 16    |
| 16    | 60 a 64 | 8     |
| 4     | 55 a 59 | 28    |
| 56    | 50 a 54 | 36    |
| 32    | 45 a 49 | 32    |
| 20    | 40 a 44 | 36    |
| 40    | 35 a 39 | 48    |
| 32    | 30 a 34 | 32    |
| 16    | 25 a 29 | 4     |
| 12    | 20 a 24 | 24    |
| 24    | 15 a 19 | 28    |
| 52    | 10 a 14 | 44    |
| 36    | 5 a 9   | 36    |
| 8     | 0 a 4   | 20    |

## Economia
El 2007 la població en edat de treballar era de 626 persones, 476 eren actives i 150 eren inactives. De les 476 persones actives 453 estaven ocupades (241 homes i 212 dones) i 23 estaven aturades (6 homes i 17 dones). De les 150 persones inactives 66 estaven jubilades, 51 estaven estudiant i 33 estaven classificades com a «altres inactius».

### Ingressos
El 2009 a Allériot hi havia 372 unitats fiscals que integraven 999 persones, la mediana anual d'ingressos fiscals per persona era de 21.270 €.

### Activitats econòmiques
Dels 28 establiments que hi havia el 2007, 1 era d'una empresa alimentària, 4 d'empreses de fabricació d'altres productes industrials, 12 d'empreses de construcció, 1 d'una empresa de comerç i reparació d'automòbils, 2 d'empreses de transport, 2 d'empreses d'hostatgeria i restauració, 2 d'empreses financeres, 1 d'una empresa immobiliària i 3 d'empreses de serveis.
Dels 9 establiments de servei als particulars que hi havia el 2009, 2 eren paletes, 1 guixaire pintor, 1 fusteria, 2 lampisteries, 1 electricista i 2 restaurants.
L'únic establiment comercial que hi havia el 2009 era una botiga d'equipament de la llar.
L'any 2000 a Allériot hi havia 7 explotacions agrícoles que ocupaven un total de 348 hectàrees.

## Equipaments sanitaris i escolars
El 2009 hi havia una escola elemental.

## Poblacions més properes
El següent diagrama mostra les poblacions més properes.